# Melanie Joy
Melanie Joy (* 2. září 1966) je americká sociální psycholožka, veganská aktivistka a autorka teorie karnismu. Je předsedkyní neziskové advokační skupiny Beyond Carnism, dříve známé jako Carnism Awareness & Action (CAAN), kterou spoluzaložila roku 2010 s Tobiasem Leenaertem, který byl také profesorem psychologie a sociologie. Melanie Joy vydala knihy Strategic Action for Animals (Strategická akce pro zvířata); Proč milujeme psy, jíme prasata a obouváme se do krav; Beyond Beliefs (Na druhé straně přesvědčení); Getting Relationships Right a další.

## Životopis
Melanie Joy vystudovala psychologii na Harvardově univerzitě, specializovala se na vztahy, komunikaci a sociální změnu. Ve věku 23 let, kdy ještě studovala na Harvardu, snědla zkažený hamburger a kvůli bakteriální nákaze musela být hospitalizována. Tato zkušenost jí dovedla k vegetariánství a postupně k veganství. Doktorát získala na Saybrookově univerzitě v Pasadeně v Kalifornii. Její doktorský výzkum se zpočátku zaměřoval na psychosociologii násilí a diskriminace, ale později se posunul k psychologii konzumace masa, protože Joy vnímala iracionální a inkonzistentní myšlení subjektů, se kterými dělala rozhovory. To ji vedlo k teorii o tom, že postoje k masu odráží získané předsudky. V současnosti je profesorkou psychologie a sociologie na Massachusettské univerzitě v Bostonu.
V rozhovoru s indickou ministryní Manekou Gandhi, se kterou se setkala v Berlíně (na ceremonii udělování ceny profesoru Singerovi), popsala svůj osobní vývoj. Když se dozvěděla, jak funguje živočišný průmysl, její první pokusy o sdílení těchto informací se setkaly s odmítáním a hostilitou. Potřebovala pochopit proč a k filosofickému pochopení ji dovedla kniha profesora Singera, Osvobození zvířat. Jeho teorie byla základem pro její budoucí sociálně-psychologickou teorii karnismu.

## Karnismus
Termín karnismus poprvé uvedla roku 2001 v článku o důležitosti jazyka pro hnutí za práva zvířat, nazvaném Od masožrouta ke karnistovi: Osvobození jazyka masa. Článek byl publikován v americkém vegetariánském měsíčníku Satya. V článku zdůrazňuje, že jazyk formuje naše hodnoty a přesvědčení, a že abychom mohli zpochybnit status quo, musíme být schopni adekvátně pojmenovat ideologický systém, legitimující útlak mimolidských zvířat. Zatímco slovo „masožrout“ neodráží skutečnost, že jsme všežravci, výraz „karnista“ takovou vlastnost nemá. Karnismus lépe označuje systém, založený na ideologii, v rámci níž je vykořisťování mimolidských zvířat považováno za přirozené lidské privilegium.
Zpočátku se termínu dostalo malé pozornosti, ale roku 2009 jej zpopularizovala vydáním knihy Proč milujeme psy, jíme prasata a obouváme se do krav. Její myšlenky ovlivnily následné studie konceptu masového paradoxu, tedy zjevné inkonzistence v postojích ke zvířatům, kdy lidé mají na jednu stranu rádi zvířata, ale na druhou stranu je jedí. Masový paradox tedy zahrnuje kognitivní disonanci.
Joy popisuje karnismus jako systém přesvědčení, který dělí zvířata na „jedlá“ a „nejedlá“ a který považuje jezení masa ze zvířat, mléka a vajec za „normální“, „přirozené“ (natural) a „nutné“. Později bylo přidáno čtvrté N, nice („příjemné“). Typickou charakteristikou karnismu je to, že považuje za „jedlé“ pouze některé druhy zvířat, zatímco u jiných by to bylo považováno za nepřijatelně kruté. Klasifikace je kulturně relativní, takže například v Koreji mohou lidé jíst psy, ale na západě jsou považováni za domácí mazlíčky. Jiným příkladem mohou být krávy, které jsou posvátné v Indii, zatímco na západě se konzumují. Zatímco židé a muslimové nejedí prasata, v ostatních kulturách jsou prasata konzumována běžně. Toto dělení ovlivňuje subjektivní vnímání sentience a inteligence těchto zvířat lidmi. Pokud je dané zvíře považované za „jedlé“, lidé mají vůči němu sníženou empatii a menší morální obavy.
Apatie vůči mimolidským zvířatům považovaným za jedlá je dále upevněna řadou strategií psychologických obran. Mezi ně patří deindividualizace zvířat a jejich degradace na abstraktní skupinu objektů. Toto zkreslení je institucionalizované a přenášené a internalizované na společnost. Vytváříme si rigidní kategorizaci zvířat na jedlá a nejedlá, jedlá zvířata považujeme za abstraktní objekty a nikoli cítící jedince, nejedlá za domácí mazlíčky. Zatímco soucit rozvrací karnismus, karnismus zastírá pravdu a vytváří mlhu v naší mysli, díky které realitu nevidíme. Toto neuvědomování je potřeba, abychom mohli zvířata jíst.

### Přijetí teorie
Velká část z teorií Melanie Joy byla během desetiletí následujícího po vydání Proč milujeme psy, jíme prasata a obouváme se do krav potvrzena, především masový paradox, jehož testování se věnoval především Steve Loughnan.
Kritika teorie karnismu se týká především historického hlediska. Helena Pedersen hodnotí příspěvek Joy jako velmi přínosný, ale s tím, že je nutné rozpracovat otázku sociálního vzniku živočišné výroby. Jason Hribal píše, že Joy ignoruje historické proměny definice masa a redukuje jej na symbol, aniž by zohlednila historickou roli mimolidských zvířat jako pracující skupiny, která klade odpor. Maso podle něj vyjadřovalo jiné sociální vztahy a jiné způsoby produkce. Jako příklady uvádí latinský výraz „uisceratio“, který znamenal sdílení pokrmu, ale to se začalo měnit na konci čtvrtého století s učencem Maurem Serviem Honoratem, který k definici přidal rozdávání zvířecí svaloviny. Cituje přitom Corbiera (1989). Podobná proměna nastala v angličtině, kde se definice změnila z pokrmu, který mohl a nemusel obsahovat zvířecí svalovinu, na průmyslový prostředek zisku. Hribal připomíná poznámku Smitha, který psal, že ovce se často zabíjely jen kvůli vlně a loji, což byla podprodukce. Bylo tudíž nutné vytvořit maso jako komoditu a bylo to na dobytku, aby tuto práci zastal.
Podle Sandry Mahlke (i samotné Melanie Joy) je karnismus „subideologií druhismu,„jestliže je chov zvířat pro produkci masa zvláštní formou druhové nerovnosti.“ Přesto Joy údajně považuje termín druhismus za „příliš abstraktní“ a „matoucí“.

## Aktivismus
Joy je zakladatelkou a předsedkyní neziskové advokační skupiny Carnism Awareness and Action Network (CAAN), dnes má skupina název Beyond Carnism. Cílem organizace je zvyšovat povědomí o karnismu prostřednictvím public relations („vzdělávání a aktivismu“) a „transformovat“ jej s cílem vytvořit soucitný a spravedlivý svět, jak pro lidská, tak mimolidská zvířata.
Podle členů Beyond carnism konzumace zvířat přispívá k rozsáhlému utrpení. Průmyslový chov je odpovědný za zbytečné každoroční zabití přibližně 77 miliard suchozemských zvířat na celém světě. Zároveň významně přispívá ke zhoršování životního prostředí, lidským chorobám a porušování lidských práv, zatímco většina lidí, kteří jedí zvířata, si toto neuvědomuje. Karnismus je založen na stejné mentalitě, která způsobuje všechny formy útlaku.
Organizace považuje veganství za vhodný systém pro oslabení karnismu. Podle jejich vlastních informací jsou všechny jejich „programy“ navrženy tak, aby buď oslabily karnismus, nebo posílily veganství, nebo aby dosáhly obou současně. Organizace pořádá přednášky, mediální kampaně, natáčí videa a trénuje aktivisty. Činnost organizace probíhá zejména v USA a Německu.